# Sam Taub
Sam Taub est un journaliste et commentateur de boxe américain né à New York le 10 septembre 1886 et mort le 10 juillet 1979.

## Biographie
Après des débuts dans le journalisme comme assistant de Bat Masterson au New York Morning Telegraph, il devient commentateur radio des combats de boxe à partir de 1924 et animera pendant 22 ans l'émission The hours of champions (L'heure des champions) sur WHN. Taub travaillera également pour Ring Magazine durant près d'un demi-siècle. 

## Distinction
Sam Taub est membre de l'International Boxing Hall of Fame depuis 1994.